# Straße des 17. Juni
De Straße des 17. Juni is een belangrijke verbindingsweg in West-Berlijn. De straat is vernoemd naar de volksopstand in de DDR van 1953 en heette daarvoor Charlottenburger Chaussee. De Straße des 17. Juni heeft een lengte van ongeveer 3,8 kilometer en loopt grotendeels door het park Tiergarten. Halverwege de straat ligt een grote rotonde met de Siegessäule. Verder naar het westen staat de Charlottenburger Tor en voert de straat over het Landwehr Kanal.
De laan zet zich in westelijke richting voort onder de namen Bismarckstraße, Kaiserdamm en Heerstraße. In oostelijke richting, via de Brandenburger Tor verandert de naam in Unter den Linden. Het geheel is een kaarsrechte laan van 11,5 kilometer.
De Love Parade van Berlijn werd voornamelijk op de Straße des 17. Juni gehouden.

## Geschiedenis
In 1945 werd de laan gebruikt als vliegstrip, omdat de vliegvelden van Berlijn verwoest waren.
Op 17 juni 1953 kwam de arbeidersbevolking van Oost-Berlijn en andere Oost-Duitse steden in opstand tegen het communistische regime en eiste onder meer vrije verkiezingen. De opstand werd met de hulp van de Sovjet-Unie neergeslagen ten koste van enkele honderden levens. 17 juni is van 1953 tot de Duitse hereniging in de Bondsrepubliek een officiële herdenkingsdag gebleven.

## Bezienswaardigheden
- Siegessäule
- Charlottenburger Tor
- Sowjetisches Ehrenmal (Tiergarten)
- Der Rufer, een beeld van kunstenaar Gerhard Marcks

Altonaer Straße · 
Amalienstraße · 
Bergmannstraße · 
Berliner Allee ·
Bernauer Straße · 
Bismarckstraße · 
Bornholmer Straße · 
Boxhagener Straße ·
Breite Straße ·
Brüderstraße ·
Brunnenstraße ·
Bülowstraße ·
Bundesallee ·
Danziger Straße ·
Eberswalder Straße ·
Ebertstraße ·
Fasanenstraße ·
Frankfurter Allee ·
Friedrichstraße ·
Gertraudenstraße ·
Greifswalder Straße ·
Halskestraße ·
Hardenbergstraße ·
Hauptstraße ·
Heerstraße ·
Hornstraße ·
Invalidenstraße ·
Judengasse ·
Kaiserdamm ·
Karl-Liebknecht-Straße ·
Karl-Marx-Allee ·
Karl-Marx-Straße ·
Kastanienallee ·
Klosterstraße ·
Kopenhagener Straße ·
Kopernikusstraße ·
Kurfürstendamm ·
Landsberger Allee ·
Lehrter Straße ·
Leipziger Straße ·
Majakowskiring ·
Mehringdamm ·
Mollstraße ·
Motzstraße ·
Mühlendamm · 
Oderberger Straße ·
Oranienburger Straße ·
Oranienstraße ·
Ostseestraße ·
Otto-Braun-Straße ·
Otto-Suhr-Allee ·
Potsdamer Straße ·
Prenzlauer Allee ·
Rathausstraße ·
Rheinstraße ·
Rigaer Straße ·
Rosa-Luxemburg-Straße ·
Rosenthaler Straße ·
Rykestraße ·
Samariterstraße · 
Scheidemannstraße · 
Schwedter Straße ·
Schönhauser Allee ·
Simon-Dach-Straße ·
Spandauer Straße ·
Sredzkistraße ·
Stralauer Allee ·
Straße des 17. Juni ·
Tauentzienstraße ·
Torstraße ·
Unter den Linden ·
Warschauer Straße ·
Wiesbadener Straße ·
Wilhelmstraße (Berlin-Mitte) ·
Wilhelmstraße (Berlin-Spandau)